# Edward Van Eyndonck
Edward Florent Van Eyndonck (Berchem, 10 juli 1880 - Antwerpen, 3 februari 1953) was een Belgisch syndicalist en politicus voor de BWP / BSP.

## Levensloop
Van Eyndock was een zoon van Franciscus Van Eyndonck (1849) en Josepha De Brouwer (1852). Hij was getrouwd met Maria-Sylvia Pultyn (1911).
Hij was schrijnwerker-houtbewerker bij Minerva Motors in Antwerpen (tot 1913). Hij klom op in de socialistische arbeidersbeweging via de vakbond. In 1919 was hij secretaris voor de houtbewerkers van de Algemene Centrale en vanaf 1920 secretaris van de Antwerpse federatie van de Belgische Werkliedenpartij (BWP). Hij was daarnaast tevens beheerder-voorzitter (1924-48) van het Coöperatief Verbond Antwerpen, bestuurslid (sinds 1928) van de Antwerpse Socialistische Club van Radioliefhebbers en voorzitter (vanaf 1929) van de Socialistische Arbeiders Radio-Omroep voor Vlaanderen. 
Na de Tweede Wereldoorlog was Van Eyndonck tot 1952 secretaris (en lid van het uitvoerend comité) van de Antwerpse federatie van de Belgische Socialistische Partij (BSP). Hij werd gemeenteraadslid van Berchem (1921-1929 en 1932-1953) en provincieraadslid (1921-1933). Hij werd ook bestendig afgevaardigde. In 1933 verving hij Piet Somers als senator voor het arrondissement Antwerpen en vervulde dit mandaat tot aan zijn dood.
Van Eyndonck was verder ook:
- oud-strijder van de Eerste Wereldoorlog,
- weerstander tijdens de Tweede Wereldoorlog,
- lid van de beroepscommissie voor de ouderdomspensioenen van het arrondissement Antwerpen (1927-29),
- lid van het Beschermcomité der Arbeiderswoningen in Antwerpen.